# Fabian Rießle
Fabian Rießle (Friburgo in Brisgovia, 18 dicembre 1990) è un combinatista nordico tedesco.

## Biografia

### Stagioni 2005-2012
Rießle esordisce nel Circo bianco il 3 settembre 2005 disputando una gara FIS a Winterberg, giungendo 9º. Il 4 gennaio 2009 debutta in Coppa del Mondo a Schonach piazzandosi 36º nell'individuale Gundersen in programma. Nella stessa stagione vince due medaglie ai Mondiali juniores di Štrbské Pleso, in Slovacchia, aggiudicandosi il bronzo nell'individuale Gundersen H100/10 km e nella gara a squadre HS100/4x5 km.
L'anno seguente, nella medesima manifestazione, fa ancora meglio; infatti nell'edizione di Hinterzarten 2010 ottiene l'oro nella gara a squadre. Nel 2012 conquista il suo primo podio individuale in Coppa del Mondo a Chaux-Neuve (Francia) piazzandosi terzo nella Gundersen HS118/10 km vinta dall'italiano Alessandro Pittin.

### Stagioni 2013-2024
Esordisce ai Mondiali a Val di Fiemme 2013, ottenendo come miglior risultato il 6º posto nella gara a squadre dal trampolino normale. Nella stagione 2014 conquista la prima vittoria in Coppa, il 12 gennaio a Chaux-Neuve, e ai XXII Giochi olimpici invernali di Soči 2014 si classifica 8º nel trampolino normale, 3º nel trampolino lungo e 2º nella gara a squadre.
Ai Mondiali di Falun 2015 ha vinto la medaglia d'oro nella gara a squadre dal trampolino normale, si è classificato 9º nel trampolino normale e 12º nel trampolino lungo; due anni dopo, ai Mondiali di Lahti 2017, ha vinto la medaglia d'oro nella gara a squadre dal trampolino normale ed è stato 4º nel trampolino normale e 6º nel trampolino lungo. Ai XXIII Giochi olimpici invernali di Pyeongchang 2018 ha vinto la medaglia d'oro nella gara a squadre, la medaglia d'argento nel trampolino lungo e si è classificato 7º nel trampolino normale; nella stagione successiva ai Mondiali di Seefeld in Tirol ha vinto la medaglia d'oro nella sprint a squadre dal trampolino lungo, quella d'argento nella gara a squadre dal trampolino normale ed è stato 7º nel trampolino lungo e 17º nel trampolino normale, mentre a quelli di Oberstdorf 2021 ha vinto la medaglia d'argento nella gara a squadre dal trampolino normale, quella di bronzo nella sprint a squadre dal trampolino lungo e si è classificato 6º nel trampolino normale e 5º nel trampolino lungo.

## Palmarès

### Olimpiadi
- 4 medaglie:
  - 1 oro (gara a squadre a Pyeongchang 2018)
  - 2 argenti (gara a squadre a Soči 2014; trampolino lungo a Pyeongchang 2018)
  - 1 bronzo (trampolino lungo a Soči 2014)

### Mondiali
- 6 medaglie:
  - 3 ori (gara a squadre dal trampolino normale a Falun 2015; gara a squadre dal trampolino normale a Lahti 2017; sprint a squadre dal trampolino lungo a Seefeld in Tirol 2019)
  - 2 argenti (gara a squadre dal trampolino normale a Seefeld in Tirol 2019; gara a squadre dal trampolino normale a Oberstdorf 2021)
  - 1 bronzo (sprint a squadre dal trampolino lungo a Oberstdorf 2021)

### Mondiali juniores
- 3 medaglie:
  - 1 ori (gara a squadre a Hinterzarten 2010)
  - 2 bronzi (individuale 5 km e gara a squadre a Štrbské Pleso 2009).

### Coppa del Mondo
- Miglior piazzamento in classifica generale: 3º nel 2016 e nel 2018
- 72 podi (53 individuali, 19 a squadre):
  - 16 vittorie (9 individuali, 7 a squadre)
  - 27 secondi posti (16 individuali, 11 a squadre)
  - 29 terzi posti (28 individuali, 1 a squadre)

#### Coppa del Mondo - vittorie
| Data             | Località            | Nazione   | Trampolino                  | Spec.                                                              |
| ---------------- | ------------------- | --------- | --------------------------- | ------------------------------------------------------------------ |
| 12 gennaio 2014  | Chaux-Neuve         | Francia   | La Côté Feuillée HS118      | T SP LH/2x7,5 km (con Tino Edelmann)                               |
| 25 gennaio 2014  | Oberstdorf          | Germania  | Schattenberg HS137          | T LH/4x5 km (con Tino Edelmann, Johannes Rydzek ed Eric Frenzel)   |
| 7 marzo 2015     | Lahti               | Finlandia | Salpausselkä HS130          | T SP LH/2x7,5 km (con Johannes Rydzek)                             |
| 5 dicembre 2015  | Lillehammer         | Norvegia  | Lysgårdsbakken HS138        | IN LH/10 km                                                        |
| 24 gennaio 2016  | Chaux-Neuve         | Francia   | La Côté Feuillée HS118      | IN LH/10 km                                                        |
| 20 febbraio 2016 | Lahti               | Finlandia | Salpausselkä HS130          | T SP LH/2x7,5 km (con Johannes Rydzek)                             |
| 21 febbraio 2016 | Lahti               | Finlandia | Salpausselkä HS130          | IN LH/10 km                                                        |
| 2 dicembre 2016  | Lillehammer         | Norvegia  | Lysgårdsbakken HS100        | T NH/4x5 km (con Björn Kircheisen, Eric Frenzel e Johannes Rydzek) |
| 8 gennaio 2017   | Lahti               | Finlandia | Salpausselkä HS130          | IN LH/10 km                                                        |
| 22 gennaio 2017  | Chaux-Neuve         | Francia   | La Côté Feuillée HS118      | IN LH/10 km                                                        |
| 17 dicembre 2017 | Ramsau am Dachstein | Austria   | W90-Mattensprunganlage HS96 | IN NH/10 km                                                        |
| 14 marzo 2018    | Trondheim           | Norvegia  | Granåsen HS140              | IN LH/10 km                                                        |
| 17 marzo 2018    | Klingenthal         | Germania  | Vogtland Arena H140         | IN LH/10 km                                                        |
| 18 marzo 2018    | Klingenthal         | Germania  | Vogtland Arena H140         | IN LH/10 km                                                        |
| 25 novembre 2018 | Kuusamo             | Finlandia | Rukatunturi HS142           | T LH/4x5 km (con Eric Frenzel, Johannes Rydzek e Vinzenz Geiger)   |
| 16 gennaio 2021  | Val di Fiemme       | Italia    | Giuseppe Dal Ben HS104      | T SP NH/2x7,5 km (con Eric Frenzel)                                |

Legenda:

IN = individuale Gundersen

SP = sprint

T = gara a squadre

LH = trampolino lungo